# غزنك
غزنك (بالفارسية: گزنک) هي مدينة تقع في إيران في مازندران. يقدر عدد سكانها بـ 323 نسمة .